# Micoud
Micoud è una città di Saint Lucia, situata nel quartiere omonimo.